# Michael Rustler
Michael Rustler, nebo Michael von Neuenacker Rustler (5. května 1858 Doubrava – 19. září 1948 Vídeň), byl československý politik německé národnosti a meziválečný poslanec Národního shromáždění za Německou křesťansko sociální stranou lidovou.

## Biografie
Byl římskokatolického vyznání. Jeho otec byl majitelem zemědělského hospodářství. Michael nastoupil 14. ledna 1878 jako jednoroční dobrovolník k pěchotnímu regimentu 73. Do roku 1918 působil v rakousko-uherské armádě, od roku 1879 v hodnosti poručíka, postupně dosáhl až hodnosti generálmajora. Na něj byl povýšen 1. listopadu 1917. Od 1. ledna 1919 byl penzionován. Podle údajů k roku 1925 byl profesí generálmajorem ve výslužbě, bytem v Doubravě.
Po parlamentních volbách v roce 1920 získal mandát v Národním shromáždění. Mandátu ale nabyl až v roce 1925 jako náhradník poté, co rezignoval Vinzenz Mark.